# Су-24МР
Су-24МР — фронтовий літак-розвідник, призначений для забезпечення розвідувальною інформацією командування сухопутних військ і фронтової авіації, на приморських напрямках — військово-морського флоту.
Може виконувати всепогодну комплексну повітряну розвідку вдень і вночі в широкому діапазоні висот і швидкостей на глибину до 400 км за лінією бойового зіткнення при протидії засобів ППО супротивника. Може бути застосований і в цивільних цілях — для оцінки радіаційного зараження місцевості та повітря в районі АЕС, виявлення розливів нафтопродуктів на суші і воді, лісових пожеж, картографування місцевості тощо.

## Історія

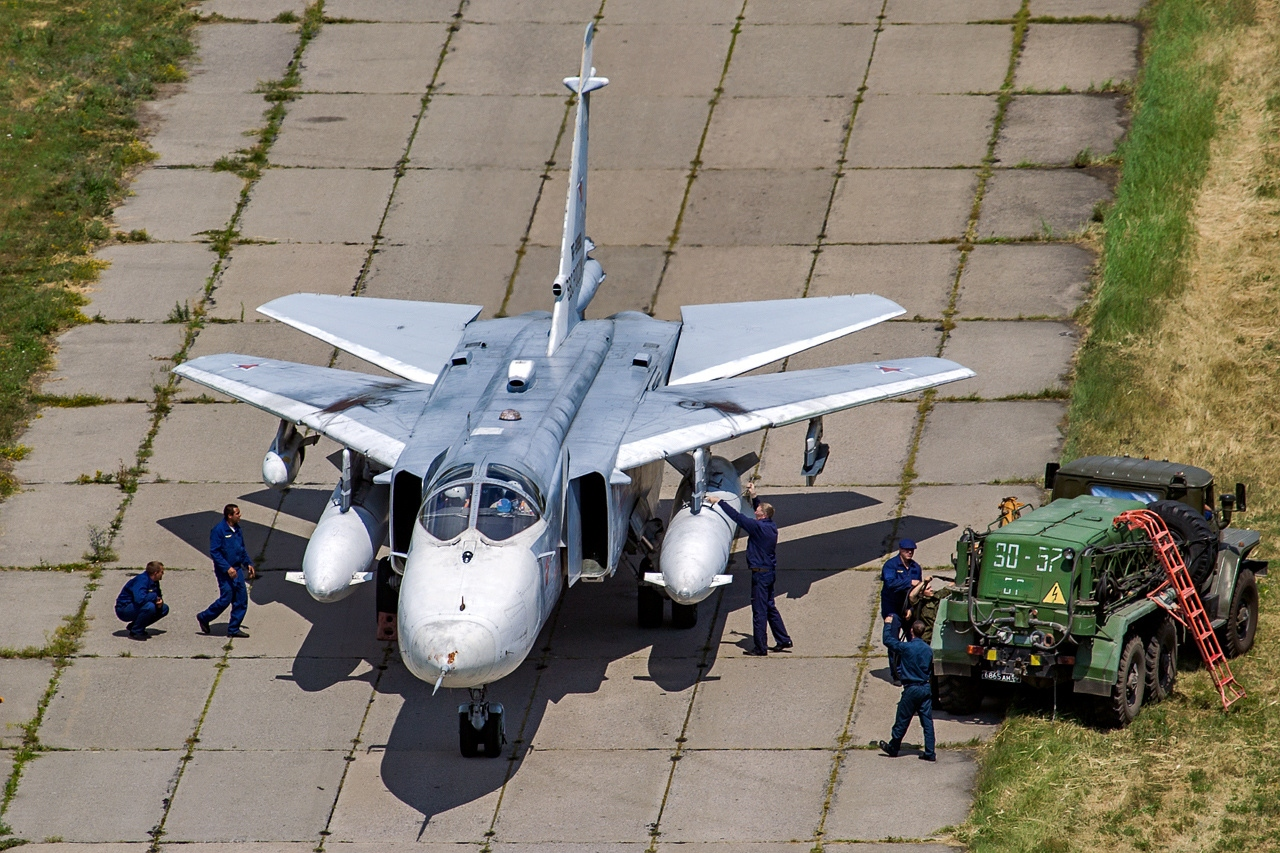
Су-24МР

Проектування Т-6П почалося в ДКБ Сухого одразу після закінчення випуску документації по основному варіанту літака, але через велику завантаженість ОКБ роботи йшли повільно. Для переробки в прототипи були виділені 2 Су-24 перших серій, що використовувалися раніше за програмою випробувань Су-24М. На них замість РЛС «Оріон» був встановлений комплекс РЕБ «Конвалія».
Перший прототип вперше піднявся в повітря в грудні 1979 року. Випробування тривали до 1982 року. Серійне виробництво організовано на авіазаводі в Новосибірську в 1983 році. Прототипи були передані в 4 ЦБПіПЛС в Липецьку, а всі 8 серійних надійшли до 118-й полк літаків РЕБ у Чорткові.

## Льотно-технічні характеристики Су-24МР
- Двигуни: АЛ-21Ф-3А
- Злітна тяга, кгс
  - максимальна безфорсажна: 2×7800
  - на форсажі: 2×11200
- Габарити, м
  - розмах крила (при стріловидності 16°): 17,638
  - довжина з ППТ: 24,594
  - висота: 6,193
- Площа крила, м2
  - при стріловидності 16°: 55,16
  - при стріловидності 69°: 51,0
- Маса, кг
  - порожнього: 22100
  - злітна нормальна: 33325
  - максимальна злітна: 39700
- Запас палива, л: 11700
- Максимальне число М: 1,35
- Швидкість максимальна на висоті 200 м, км/год
  - без підвісок: 1320
  - з контейнерами і озброєнням: 1200
- Практична стеля, м: 11000
- Тактичний радіус дії (з ППБ), км: 650
- Перегоночна дальність (без дозаправки), км: 2500
- Максимальне експлуатаційне перевантаження: 6,5
- Довжина розбігу, м: 1100—1200
- Екіпаж, чол.: 2

## Оператори

### Україна
Україна володіє 20 такими літаками. З них у строю знаходяться 12, інші на консервації. 
Су-24МР брали участь у російському вторгненні в Україну з українського та російського боку. 
24 травня 2023 року, під час зустрічі з Міністром оборони Великої Британії Беном Воллесом, Міністр оборони України Олексій Резніков оприлюднив фотографію Су-24МР (бортовий номер 60 «жовтий», 7 БрТА) з, ймовірно, крилатими ракетами Storm Shadow, переданими Великою Британією. Для під'єднання ракет до Су-24 літаки було обладнано пілонами від списаних британських Panavia Tornado.